# Drama (Japon)
 (juin 2008).
Si vous disposez d'ouvrages ou d'articles de référence ou si vous connaissez des sites web de qualité traitant du thème abordé ici, merci de compléter l'article en donnant les références utiles à sa vérifiabilité et en les liant à la section « Notes et références ».
 (septembre 2014).
- Si vous ne connaissez pas le sujet, laissez ce bandeau (vous pouvez alors contacter les auteurs).
- Si vous supprimez le contenu mis en cause (vous pouvez préalablement contacter les auteurs),

argumentez précisément cette suppression dans la page de discussion
(un manque de référence n'est pas un argument ; une recherche réelle de référence doit avoir été effectuée, être formellement documentée).
Pour les articles homonymes, voir Drama.

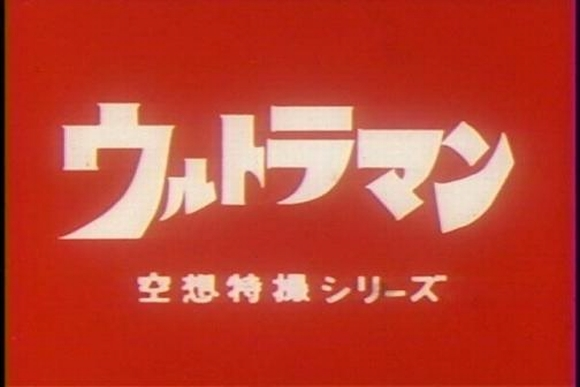
Affiche de « ultraman », drama japonais populaire

Un drama (テレビドラマ  - (terebi dorama, de l'anglais TV drama) japonais est une série télévisée de plusieurs épisodes qui se suivent. Ce format court spécifique s'est développé au Japon à la fin des années 1970 et s'est exporté ensuite en Asie.

## Formats desdramas
Le format le plus classique des dramas japonais est le renzoku (連続), format court de 10 ou 11 épisodes (avec des exceptions allant de 8 à 14 épisodes) d'une durée moyenne de 45 à 60 minutes par épisode (les renzoku diffusés après minuit durent de 20 à 30 minutes). Les renzoku sont diffusés en soirée une fois par semaine pendant trois mois à heure fixe (à 21, 22 ou 23 heures). Les séries commencent et finissent généralement toutes en même temps, calées sur les quatre saisons des renzoku : hiver (janvier à mars), printemps (avril à juin), été (juillet à septembre) et automne (octobre à décembre). Les grands réseaux de télévision (Fuji TV, TV Asahi, TBS, NTV) produisent chaque saison jusqu'à huit séries différentes, soit une trentaine de dramas chaque année.
La chaîne publique NHK a développé deux autres formats de drama : asadora, depuis 1961, et taiga. L'asadora (朝ドラ), du japonais asa, littéralement « matin », et dora, contraction de dorama, est une longue série de généralement 156 épisodes d'une durée de 15 minutes diffusée tous les matins du lundi au samedi pendant six mois, alternativement de mars à septembre et de septembre à mars. Du fait de leur format court et de leur fonction (accompagner les Japonais pendant leur petit-déjeuner et les préparer à leur journée), les thèmes des asadora sont généralement plus simples et légers. Il s'agit souvent de drama familiaux décrivant la vie d'une famille.
Un autre format natif de la chaîne NHK est le taiga (大河, littéralement « fleuve »). Le taiga drama est une série fleuve d'une cinquantaine d'épisodes de 45 minutes chacun, diffusée pendant une année entière de janvier à décembre. La grande majorité des taiga sont des drama historiques centrés autour d'un personnage ou d'une époque clé de l'histoire du Japon des samouraïs. Ce format dispose d'une case horaire qui lui est propre, soit le dimanche soir à 20h.
Un dernier format plus récent est le tanpatsu (単発). Le tanpatsu est une histoire courte destinée à être diffusée en l'espace d'une ou quelques soirées. Un tanpatsu peut être soit un téléfilm au sens propre du terme sans relation avec un autre drama, soit un épisode spécial s'il reprend le thème ou les personnages d'un renzoku à succès. Il arrive aussi qu'un tanpatsu connaisse une suite sous forme de renzoku (Tantei Gakuen Q, Hidarime Tantei EYE, Tiger and Dragon). Les chaînes japonaises diffusent généralement un tanpatsu par semaine.

## Types dedrama

### Lehome drama
Homu dorama (ホーム ドラマ, de l'anglais home drama (drame à la maison)) désigne les dramas se déroulant dans l'univers familial. Prenant pour point de départ une famille qui semble ordinaire au premier regard, ce qui permet à l'audience de facilement s'identifier, le home drama a introduit un élément différent qui va permettre de développer une histoire intéressante et souvent explorer un thème de société. Il peut s'agir par exemple d'une petite sœur maltraitée par son ainée, d'une jeune mère cherchant à s'intégrer, d'un père ou d'un grand frère élevant seul le reste de la famille, etc.
- 2000 : Summer Snow
- 2003 : Hotman
- 2004 : At Home Dad
- 2007 : Seigi no Mikata
- 2007 : Saitō-san
- 2010 : Mother

### Letrendy drama
Un genre reste particulièrement présent depuis les années 1980, le trendy drama[réf. nécessaire], où l'histoire doit faire référence au quotidien de tous les Japonais.
Le but est pour ces derniers de pouvoir s'identifier à un personnage, mais cela ne signifie pas que la série se doit d'être plus vraie que nature ; au contraire, les scénaristes partent d'un acteur banal de la société japonaise, et le font sortir de son quotidien maussade.
Par conséquent, les trendy drama font souvent référence à la vie de tous les jours : la famille, l'école, la vie d'entreprise.
Une des particularités des dramas est le fait que chaque épisode est tourné quelques semaines avant sa diffusion, souvent dans les quartiers de Tōkyō, ce qui permet aux fans de se rendre sur les lieux de tournage ou même dans les coulisses des séries.

### Ledramascolaire
Le drama scolaire ou courte série télévisée est un sous-genre du trendy drama.
Le genre trendy drama peut aussi être divisé en sous-genres qui abordent différents thèmes, à l'image de la vie d'écolier. Cette époque de la vie est celle qui touche le plus les Japonais, les drama sont donc voués au succès parce qu'ils exploitent la nostalgie des plus vieux et permettent aux jeunes de s'identifier aux personnages.
Dans le drama japonais, au sein du thème du drama scolaire, on peut distinguer trois genres :
D'abord, celui abordant l'idéal du lycéen se donnant corps et âme à sa passion : le héros est en dernière année de lycée et malgré la pression parentale pour le pousser à étudier, celui-ci décide de savourer ses derniers instants en tant qu'adolescent et de poursuivre ses rêves jusqu'au bout ; ou bien l'héroïne, de par sa passion et sa fascination pour un athlète, part à l'autre bout du monde en laissant toute sa famille, se faisant passer pour ce qu'elle n'est pas pour pouvoir intégrer l'école de son héros.
- 2003 : Water Boys
- 2005 : Nobuta o Produce
- 2005 : H2
- 2005 : Hana yori dango
- 2006 : Princess Princess D
- 2007 : Hanazakari no Kimitachi e
- 2007 : Yukan Club
- 2007 : Proposal daisakusen
- 2007 : Hachimitsu to Clover
- 2008 : Here Is Greenwood
- 2009 : Boys Over Flowers (version coréenne de Hana yori dango)
- 2011 : Ouran High School Host Club

Deuxièmement, celui des élèves renonçant aux études pour une passion plus noble. Depuis quelques années, les furyō (mauvais garçons) sont nombreux et les scénaristes se sont penchés avec humour sur le thème de l'éducation et de la prise en charge de tous les exclus.
- 1998 : Great Teacher Onizuka
- 2000 : Ikebukuro West Gate Park
- 2004 : Gokusen
- 2005 : Dragon Zakura
- 2008 : Rookies

Enfin, celui concernant des personnes appartenant au monde des yakuzas s'impliquant de force ou de gré à la vie écolière déclenchant souvent des situations cocasses où le naturel revient souvent au galop malgré de grands efforts pour cacher leur véritable identité.
- 2004 et 2005 : Gokusen (deux saisons)
- 2006 : Sailor fuku to kikanju
- 2006 : My Boss, My Hero
- 2008 : RHPlus
- 2010 : HAMMER SESSION!

### Ledramapolicier
Le drama policier est un sous-genre du drama que l'on retrouve dans des dramas japonais.
Par exemple :
- 2000 : Ikebukuro West Gate Park
- 2001 : Hero
- 2006 : Kurosagi
- 2008 : Puzzle
- 2008 : Maō
- 2009 : Majo Saiban
- 2010 : Hidarime tantei Eye

La chaîne Tokyo Broadcasting SystemTBS a une case horaire spécialement dédiée aux dramas policiers, le lundi soir à 20h. TV Asahi est la chaîne qui propose le plus de dramas policiers, et qui a les plus vieux dramas de la télévision japonaise encore diffusés avec Kasouken no Onna (depuis 1999) et Aibou (depuis 2000).

### Ledramatragique
Le drama tragique est un genre où, généralement, l'héroïne est atteinte d'une maladie incurable telle que le sida, la leucémie, une atrophie spino-cérebelleuse ou de XP (les enfants de la lune) entre autres ; et où la mort survient à la fin.
Dans les dramas japonais, il y a par exemple :
- 1998 : Kamisama mō sukoshi dake
- 2004 : Sekai no chūshin de, ai o sakebu
- 2005 : One Litre of Tears (Ichi rittoru no namida)
- 2006 : Yuuki
- 2006 : Taiyō no Uta
- 2006 : Byakuyakō
- 2007 : Kiken na Aneki

### Ledramaprofessionnel
Un drama professionnel est une série télévisée japonaise ayant pour thème le choix que doivent faire les femmes entre vie professionnelle et vie familiale.
Le drama professionnel est également un genre de séries télévisées des années 1970 aux États-Unis avec des séries telles que Capitaine Furillo, Hôpital St Elsewhere et La Loi de Los Angeles.
Toujours dans le but de toucher le plus de monde, les dramas japonais se penche également vers la position des jeunes femmes qui sont encore hésitantes à l'idée d'abandonner leur vie de femme au foyer pour se lancer dans une carrière professionnelle.
Si l'idée de poursuivre une carrière à 30 ans n'est plus un rêve inaccessible pour les Japonaises d'aujourd'hui, l'évolution des mentalités est lente et les obstacles nombreux. Certaines séries illustrent très bien  qu'aujourd'hui encore, il faut choisir entre carrière et mariage. Une femme qui souhaite continuer à travailler doit se mettre au niveau des hommes et abandonner toute idée de vie de famille.
Certaines séries illustrent ce difficile choix entre carrière et mariage :
- 2003 : Kimi wa petto
- 2004 : Sore wa, totsuzen, arashi no you ni
- 2005 : Anego
- 2007 : Hanayome to Papa
- 2007 : Hataraki Man

### Ledramahistorique
Une spécialité de la chaine NHK, via les taiga drama, mais plus seulement sur cette chaine, le drama historique se situe à l'ère des samouraïs, très souvent au cours de l'époque d'Edo ou du Shogunat Tokugawa.
- 2003 : Musashi
- 2004 : Shinsengumi
- 2005 : Yoshitsune
- 2008 : Atsu hime
- 2009 : Tenchijin
- 2010 : Ryomaden

Il existe également des mini-dramas et des mini-dramas irréguliers, prenant un anime pour en créer un mini-drama, comme Kira☆Revo+.